# Villanova del Sillaro
Villanova del Sillaro (lombardul: Vilanöva) település Olaszországban, Lombardia régióban, Lodi megyében. Lakosainak száma 1838 fő (2023. január 1.). Villanova del Sillaro Borghetto Lodigiano, Graffignana, Massalengo, Ossago Lodigiano, Pieve Fissiraga és Sant’Angelo Lodigiano községekkel határos.

## Népesség
A település lakossága az elmúlt években az alábbi módon változott:
| Lakosok száma | 1859 | 1869 | 1838 |
|               | 2017 | 2018 | 2023 |